# Kostel Panny Marie Na louži
Zaniklý kostel Panny Marie Na louži stával poblíž dnešního Clam-Gallasovského paláce čp. 158 na rohu Husovy ulice a Mariánského náměstí na Starém Městě v Praze. 

## Název
Kostel dostal své jméno podle zaniklé osady Na Louži, která v jeho okolí bývala před vznikem Starého Města ve 13. století, místo často ohrožovaly povodně. Latinský název zněl Maria in Lacu. 
Podle kostela se zdejšímu prostranství říkalo také U Matky Boží, později Mariánský plac či plácek, odtud i dnešní název náměstí.

## Historie
Doba vzniku kostelíka se odhaduje do poloviny 12. století. Byl postaven v románském slohu, avšak jeho tehdejší podoba je nejasná. První písemná zmínka o něm pochází až z roku 1268, kdy byl jeho plebánem jakýsi Sachaeus.
Původní objekt byl přestavěn v gotickou trojlodní baziliku s hranolovou věží. Její vzhled se dochoval na dvou rytinách z poloviny 18. století a na kopii bouracích plánů z r. 1780 s půdorysem a dvěma řezy.
Kostel měl sice malé rozměry, ale byl bohatě dotován a velmi nákladně vybaven. Kromě hlavního oltáře Mariánského měl pět dalších oltářů.
V roce 1405 byl vztyčen nový oltář svatých apoštolů. V roce 1410 dal Albík z Uničova pořídit oltář sv. Kosmy a Damiána. Roku 1412 byl postaven nový oltář sv. Václava. Roku 1414 se uvádí oltář sv. Marie Magdalény a roku 1415 byl vysvěcen oltář sv. Kateřiny.
Na počátku husitských válek, 18. srpna roku 1419 byl podle kronikáře Vavřince z Březové kostel vypleněn, oltářní obrazy roztřískány a došlo i k rozbití náhrobní tumby z bílého mramoru, kterou si zde do své kaple dal zhotovit vyšehradský probošt a pražský arcibiskup Albík z Uničova.
V kostele měl od svého založení roku 1348 duchovní středisko pražský staroměstský cech malířů a štítařů, jehož členové se scházeli u oltáře sv. Lukáše, patrona malířů. Řada členů cechu v okolí kostela i bydlela.
Ke kostelu přiléhal domek fary a byla zde i farní škola. Kolem kostela byl hřbitov, který zasahoval do severozápadní části dnešní parcely paláce Clam-Gallasů.

## Zánik
Kostel i hřbitov byly zrušeny během josefinských reforem a krátce nato, v roce 1791, byl kostel zbořen. Dvě náhrobní desky se dostaly do sbírek Lapidária Národního muzea. Zvon z roku 1596 od zvonaře Brikcí z Cimperka byl přenesen do zvonice v Zámrsku.